# 伊地知季安
伊地知 季安（いじち すえよし、天明2年4月11日（1782年5月22日） - 慶応3年8月3日（1867年8月31日））は鹿児島藩（薩摩藩）の記録奉行で、『薩藩旧記雑録』の編纂者。通称「安之丞」「小十郎」。実名は「貞行」「季彬」、文政7年（1818年）に「季安」に改名。名前については「すえなが」とルビが振ってある物が多いが、当人の日記では「すえよし」とあるという。

## 家系
実父は鹿児島藩士の伊勢貞休。後に同じ鹿児島藩士の伊地知季伴の末期養子となる。実父はかつて島津家久の筆頭家老であった伊勢貞昌の末裔家に婿養子となった人物で、父の実家・本田家は鹿児島藩の記録奉行を輩出していた家系であった。

## 略歴
天明2年（1782年）、鹿児島城下に誕生。寛政2年（1790年）、父の実家方の従兄弟に当たる本田親孚を烏帽子親として元服するが、この親孚も記録奉行となった人物で、季安はこの従兄弟の影響を強く受けて成長した。
享和元年（1801年）、20歳の時に伊地知季伴が死去した後の養子に入り「季彬」と改名。同2年（1802年）に御作事下目付、翌年に横目助となる。ところが文化5年の近思録崩れに連座し、免職の上、喜界島に流刑されてしまう。近思録派のリーダーであった秩父季保が伊地知家の本家筋に当たっていたのが理由であった。文化8年（1811年）には鹿児島に帰還したものの、文化13年（1816年）まで自宅謹慎を命じられた。この間、独力で藩内の史料をまとめ『旧記大苑』という目録を作成している。
文化13年に謹慎処分は解除されたが、なお仕官することは認められず、従兄弟・本田親孚の遺作である『称名墓誌』を修訂増補するなどの作業を行っていた。これらの著作が垂水家分家で藩の要職を歴任していた末川周山の目に留まり、その後は藩内の多くの人の援助により書籍史料を博捜し、在野の史学者として名声を高め、昌平坂学問所の佐藤一斎とも交流するようになった。しかし、このことが藩の記録所（いわゆる公文書館にあたる）に嫉視される所となり、天保14年（1843年）には藩命によりそれまでの著作すべてを上納させられると言う処分にあってしまう。筆写しか文書複写ができない時代に論考をすべて手元から取り上げられたのは、学者として致命的であった。
しかし、このことによって季安の博識ぶりが当時の藩主・島津斉興の目に留まることとなり、弘化4年（1847年）10月に御徒目付・軍役方掛として再仕官がかなう。その後、嘉永元年(1848年)5月、家老・調所広郷により軍役方掛に置かれた軍賦役に任命された。季安は既に66歳となっていた。その後はお由羅騒動などの混乱に巻き込まれることなく順調に出世し、嘉永5年（1852年）、島津斉彬によって記録奉行に任命される。慶応3年（1867年）8月3日、御用人の役方を持って死去。享年85。墓所は鹿児島市の興国寺墓地にある。

## 主な著作
- 寛永軍徴 島原の乱前後の鹿児島藩の史料をまとめた物で、季安の再仕官を決めた大作。「伊地知季通著作史料集.1」に所収
- 薩藩旧記雑録
- 漢学紀源
- 松山領代官執務要鑑
- 薩隅日田賦雑徴

『鹿児島県史料 旧記雑録拾遺 伊地知季安著作史料集』（鹿児島県歴史資料センター黎明館編で、1997年より刊、2009年時点で全8巻）
- 『薩州唐物来由考』[2]。

## 参考資料
- 『鹿児島県史料』「伊地知季通著作史料集 1」解題（五味克夫）
- 『調所広郷 吉川弘文館』（芳即正著）